# Synalpheus gambarelloides
Synalpheus gambarelloides is een garnalensoort uit de familie van de Alpheidae. De wetenschappelijke naam van de soort is voor het eerst geldig gepubliceerd in 1847 door Nardo.